# Héros (1752)
Pour les articles homonymes, voir Héros (homonymie).
Pour les navires du même nom, voir Le Héros.
Le Héros est un vaisseau à deux ponts portant 74 canons, construit par Joseph Chapelle et lancé de Brest en 1752. Il est mis en chantier pendant la vague de construction qui sépare la fin de guerre de Succession d'Autriche (1748) du début de la guerre de Sept Ans (1755) et relève le nom d’un petit vaisseau lancé sous Louis XIV et déclassé en 1740. Il participe aux engagements navals de la guerre de Sept Ans entre 1755 et 1759, date de sa destruction au combat.

## Caractéristiques générales

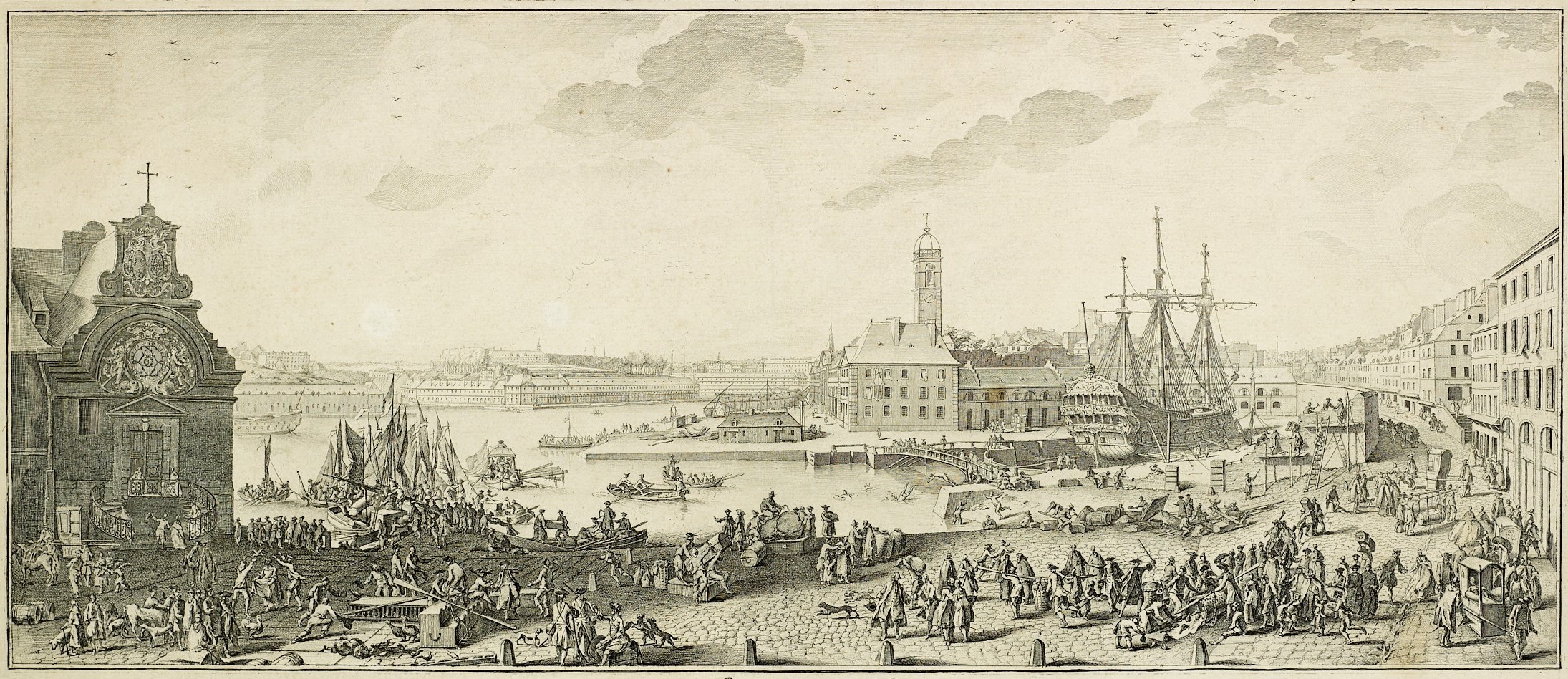
L’arsenal de Brest à l’époque où le Héros y a été construit.

Le Héros est un vaisseau de force de 74 canons lancé selon les normes définies dans les années 1740 par les constructeurs français pour obtenir un bon rapport coût/manœuvrabilité/armement afin de pouvoir tenir tête à la marine anglaise qui dispose de beaucoup plus de vaisseaux depuis la fin des guerres de Louis XIV. Sans être standardisé, le Héros partage les caractéristiques générales de tous les « 74 canons » construits à des dizaines d’exemplaires jusqu’au début du XIXe siècle afin d’exploiter au mieux cette excellente catégorie de navire de guerre.
Comme pour tous les vaisseaux de l’époque, sa coque est en chêne. Son gréement, (mâts et vergues) est en pin. Il y a aussi de l’orme, du tilleul, du peuplier et du noyer pour les affûts des canons, les sculptures des gaillards et les menuiseries intérieures. Les cordages (80 tonnes) et les voiles (à peu près 2 500 m2) sont en chanvre. Un deuxième jeu de voiles et de cordages est prévu en soute. Prévu pour pouvoir opérer pendant des semaines très loin de ses bases européennes s’il le faut, ses capacités de transport sont considérables. Il emporte pour trois mois de consommation d’eau, complétée par six mois de vin. S’y ajoute pour cinq à six mois de vivres, soit plusieurs dizaines de tonnes de biscuits, farine, légumes secs et frais, viande et poisson salé, fromage, huile, vinaigre, sel, sans compter du bétail sur pied qui sera abattu au fur et à mesure de la campagne.
Le bâtiment est armé avec 74 canons, soit :
- 28 canons de 36 livres dans sa première batterie ;
- 30 canons de 18 livres dans sa seconde batterie ;
- 16 canons de 8 livres sur ses gaillards.

Cette artillerie en fer pèse 215 tonnes. Lorsqu'elle tire, elle peut délivrer une bordée pesant 838 livres (soit à peu près 420 kg) et le double si le navire fait feu simultanément sur les deux bords. Le vaisseau embarque près de 6 000 boulets pesants au total 67 tonnes. Ils sont stockés dans des puits à boulets autour des mâts. S’y ajoute des boulets ramés, chaînés et beaucoup de mitraille (8 tonnes). Il y a 20 tonnes de poudre noire, stockée sous forme de gargousses ou en vrac dans les profondeurs du vaisseau. En moyenne, chaque canon dispose de 50 à 60 boulets.

## La carrière du vaisseau pendant la Guerre de Sept Ans

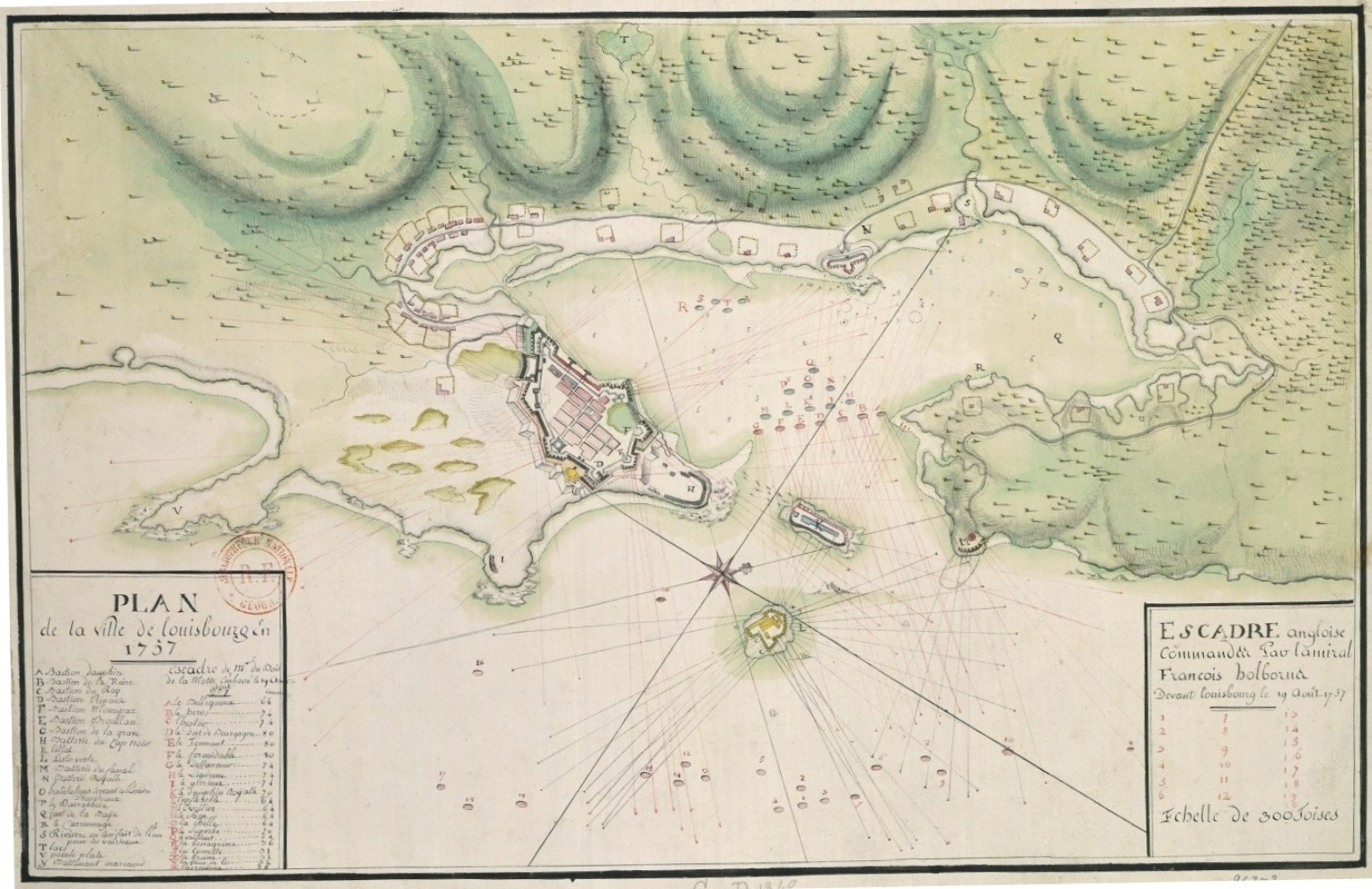
Le dispositif défensif de Louisbourg en 1757. Le Héros participe deux fois à la protection de la place.

### Les missions vers le Canada français (1755-1757)
En 1755, alors que la guerre menace entre la France et l'Angleterre, le navire est armé à Brest sous les ordres de Bullion de Montlouët. Il fait partie d'une escadre de six vaisseaux et trois frégates aux ordres du lieutenant général Macnemara qui doit escorter dix-huit bâtiments portant des renforts pour le Canada (aux ordres, elle, de Dubois de La Motte). Les ordres de Macnemara étant de prendre le moins de risque possible face aux forces anglaises, il se contente de faire une croisière sur les côtes avant de rentrer (3 mai - 20 mai 1755), laissant Dubois de La Motte terminer seul la mission. Macnemara malade et démissionnaire, le Héros reste dans la même force, mais celle-ci passe sous les ordres de Du Gay qui patrouille au large de Brest pour protéger l'arrivée des convois de commerce.
En 1756, le Héros prend part avec deux vaisseaux et trois frégates à une autre flotte pour convoyer des renforts et de l’argent au Canada. Comme les deux autres vaisseaux, il est armé en flûte pour pouvoir embarquer les régiments de La Sarre et de Royal-Roussillon, soit 1 500 hommes avec leur chef le marquis de Montcalm. Il quitte Brest au début d'avril, traverse sans mal le blocus du Saint-Laurent et arrive à Québec le 11 mai où les renforts sont débarqués. Il passe ensuite à Louisbourg. Le retour est beaucoup plus difficile que l'aller : le Héros, qui ne porte que 46 pièces au lieu de 74 est attaqué à sa sortie de Louisbourg par deux bâtiments anglais, les HMS Grafton et Nottingham (26 juillet 1756). Son commandant, Beaussier de L'Isle soutient un combat d'autant plus acharné qu'il n'est pas secouru par deux navires qui pourtant l'accompagnent, l'Illustre et la Licorne. Après six heures de canonnade, les agresseurs finissent par lâcher prise et se contentent de le prendre en chasse.
Le 3 mai 1757, le Héros quitte Brest dans l'escadre de neuf vaisseaux et deux frégates commandée par Dubois de La Motte et qui doit fait sa jonction avec deux autres forces afin de défendre Louisbourg. Mission accomplie le 19 juin, lorsque l'escadre entre dans la place, y formant l'importante concentration navale qui sauve provisoirement Louisbourg de l'invasion. Le 5 octobre, il appareille pour rentrer en France. Comme tous les autres vaisseaux, il est touché par la grave épidémie de scorbut et de typhus qui ravage les équipages. Arrivé à Brest le 23 novembre, les malades débarqués du vaisseau contribuent à répandre l'épidémie dans toute la ville, faisant 10 000 morts. Comme l'essentiel de la flotte de Brest, il reste à quai en 1758 en vue de reformer les équipages désorganisés par l'épidémie de l'année précédente et pour préparer la campagne de 1759 que le gouvernement espère décisive.

### LeHérosà la bataille des Cardinaux (1759)
Sous le commandement du vicomte de Sansay, il est armé pour faire partie de l'escadre de vingt-et-un vaisseaux aux ordres du maréchal de Conflans qui doit escorter une grande flotte d'invasion vers l’Angleterre. Le 14 novembre 1759, le Héros sort de Brest avec l'armée navale. Il fait partie de l'arrière garde (3e division) composée de sept vaisseaux. Le 20 novembre, les vingt-trois vaisseaux de Hawke interceptent l'escadre française. Conflans, qui veut éviter le combat se replie vers la baie de Quiberon, mais l'arrière garde française, rattrapée, se fait laminer. Dernier vaisseau de la ligne, le Héros est attaqué le premier et essuie le feu de la plus grande partie des poursuivants, au vent et sous le vent. Au plus fort de l'engagement, il soutient l'attaque de trois vaisseaux anglais. Secouru un temps par le Formidable, il est cependant mis hors de combat car il perd sa mâture et sa barre est fracassée. Il compte aussi plus de 200 tués et blessés. Le Héros est forcé d’amener son pavillon mais les Anglais ne peuvent l'amariner à cause de la houle.
De Sansay jette l’ancre pour passer la nuit en sécurité (la zone est pleine de récifs) et monte un gréement de fortune avec une misaine et un petit foc. Au matin, il coupe son câble et réussit à trainer le navire jusqu’à l’anse du Croisic où il s’échoue en compagnie du vaisseau amiral, le Soleil Royal,. Il faut presque deux jours pour évacuer l’équipage avec les embarcations du bâtiment. Dans l’après-midi du 22 novembre, des chaloupes anglaises protégées par un vaisseau qui s’est rapproché de la côte viennent mettre le feu au Héros. Il se consume en compagnie du Soleil Royal, incendié lui, sur l’ordre de Conflans alors que le reste de l’escadre s'est enfuie.
Quelques jours après la bataille, Hawke revient devant le Croisic pour exiger que lui soit remis, conformément au droit de la guerre, l’équipage du Héros car le navire s'était rendu. Cette demande est examinée par un conseil d’officiers généraux et de capitaines de vaisseau qui finit par répondre au chef anglais que le Héros n'a pas été amariné (donc par réellement capturé) et qu’il est du droit des gens que tout prisonnier qui n'a pas engagé sa parole a le droit de s'évader. Le Héros fait partie des six navires perdus par la France lors de cette lourde défaire qui met un terme aux projets de débarquement en Angleterre pendant la guerre de Sept Ans. C'est aussi l'un des trente-sept vaisseaux perdus par la France pendant la guerre de Sept Ans Son nom sera relevé en 1778 pour un autre bâtiment de 74 canons lancé au début de l’engagement français dans la guerre d’indépendance américaine. Le lieu exact du naufrage a été localisé en 2004 à l’entrée du Croisic sur un fond sableux et quelques vestiges du vaisseau ont été remontés.

### Galerie

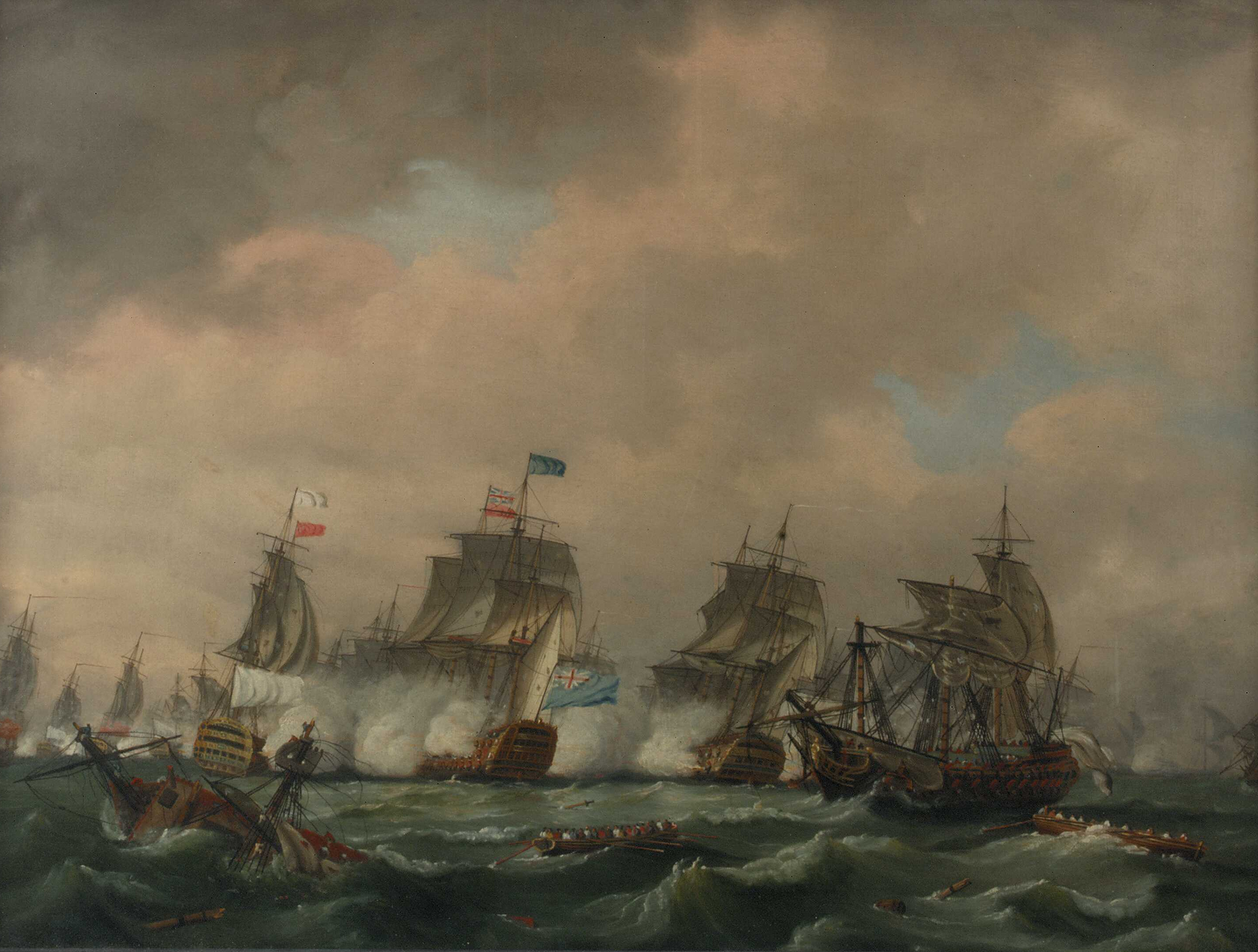
La bataille des Cardinaux, le 20 novembre 1759. À droite, une représentation possible du Héros désemparé et ayant baissé pavillon.
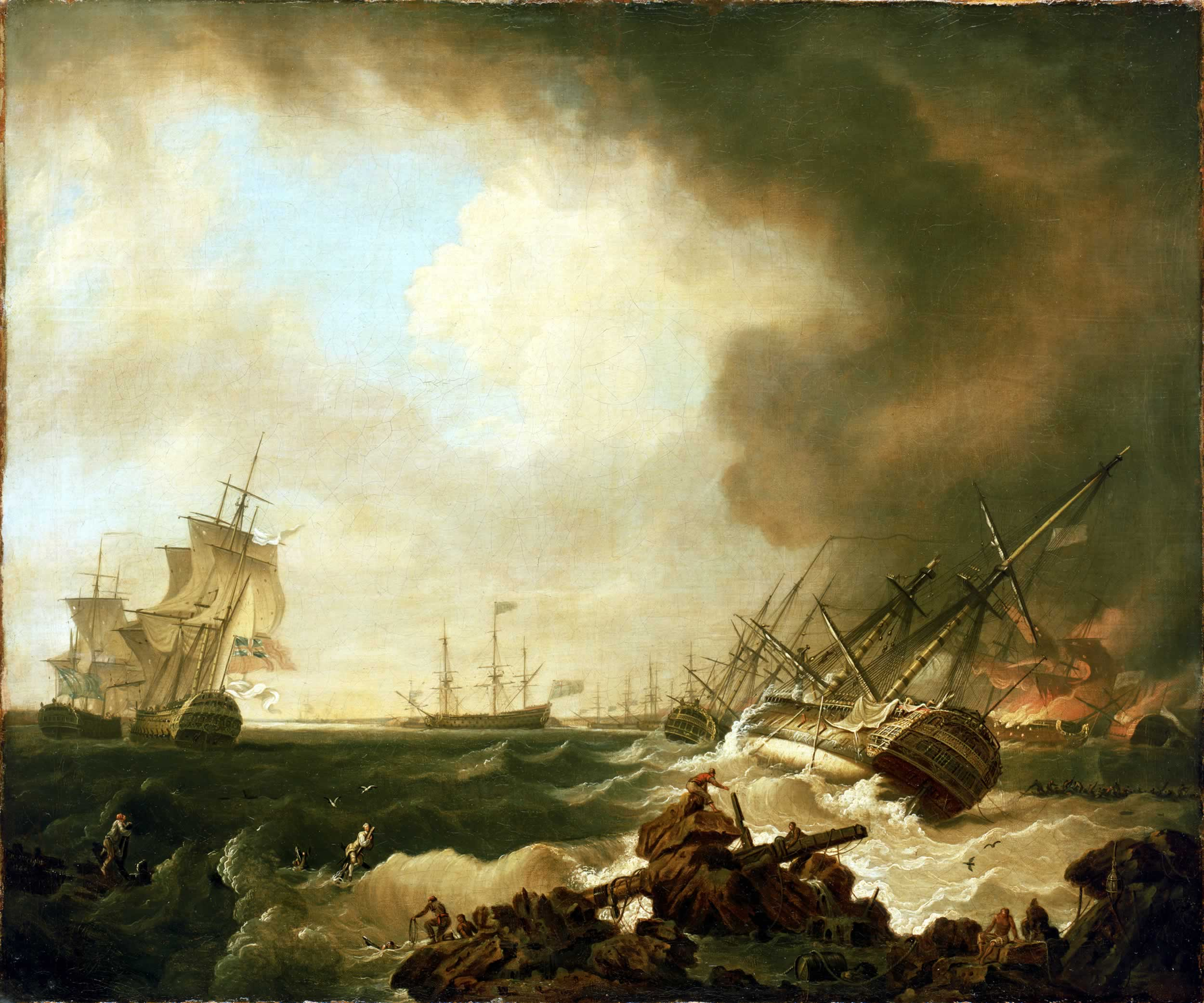
Le surlendemain de la bataille (22 novembre), avec au fond à droite, l'incendie du Héros à côté du Soleil Royal.
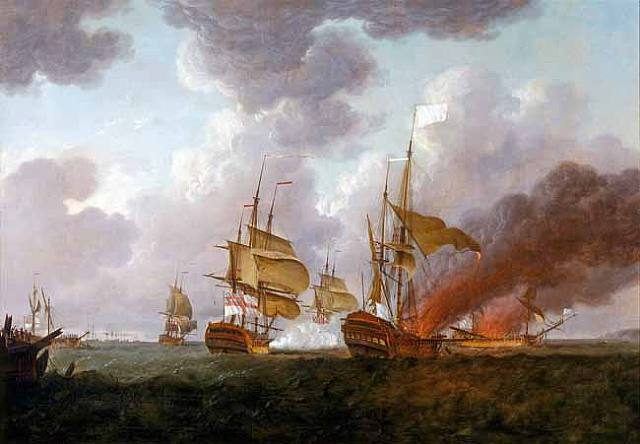
Le Héros et le Soleil Royal échoués et incendiés au Croisic deux jours après la bataille.
Plan de la bataille des Cardinaux, avec la position du Héros au moment de sa destruction.